# Dill Katz
David „Dill“ Katz (* 12. Januar 1946 in London; † 13. Juni 2025) war ein britischer Jazzbassist.

## Leben und Wirken
Die Eltern von Katz waren klassische Musiker; er studierte am Royal College of Music Gitarre und Kontrabass. 1962 wurde er professioneller Musiker, spielte zunächst mit irischen Showbands und im Studiobereich. Mitte der 1970er war er Mitglied von Dave MacRaes Band Pacific Eardrum. Zwischen 1978 und 1979 spielte er bei Nucleus, um dann bis 1982 in Barbara Thompsons Band Paraphernalia tätig zu sein. Dann gründete er mit Nic France und Pianist Colin Dudman das Trio 20th Century Blues. Ab 1984 spielte er wieder bei Nucleus (bis zur Auflösung der Band). Er war weiterhin bei Julian Bahulas Jazz Afrika und in Brian Abrahams’ District Six tätig. Er trat mit seinem eigenen Jazzrock-Quartett auf.
Katz war an der Guildhall School of Music und als Musikproduzent tätig.

## Lexigraphischer Eintrag
- Ian Carr, Digby Fairweather, Brian Priestley: Rough Guide Jazz. Der ultimative Führer zur Jazzmusik. 1700 Künstler und Bands von den Anfängen bis heute. Metzler, Stuttgart/Weimar 1999, ISBN 3-476-01584-X.